# Истерзанные души (фильм)
«Истерзанные души» (1917) — художественный немой фильм Владимира Касьянова. Вышел на экраны 2 мая 1917 года.
Другое название — «На суд людской». Фильм сохранился не полностью.

## Сюжет
Граф и графиня Руцкие посещают поместье богатого помещика. Его крестник инженер Карин влюбляется в графиню, она отвечает ему взаимностью.
Инженер Карин нечаянным выстрелом на охоте убивает своего крёстного отца. Как обнаруживается впоследствии, тот являлся
его родным отцом, оставившим ему всё своё состояние. Карин находится под следствием и просит графиню Руцкую сжечь все письма, свидетельствующие об их любовной связи.
Граф Руцкий поначалу даёт свидетельские показания, свидетельствующие о непреднамеренности убийства. Однако, узнав об измене жены, он пользуется возможностью отомстить своему сопернику. Он даёт против него ложные показания в том направлении, что выстрел был не случайным, а предумышленным и злонамеренным.
Инженеру грозит каторга, но любящая женщина спасает его, открывая на суде свою тайну как причину ложных показаний своего мужа. Раздражённый граф Руцкий стреляет в жену и ранит её. В финале Карина оправдывают и происходит счастливое воссоединение влюблённых.

## В ролях
| Актёр         | Роль           |
| ------------- | -------------- |
| Иван Худолеев | граф Руцкий    |
| Вера Холодная | графиня Руцкая |
| Осип Рунич    | инженер Карин  |

## Отзывы
«В пьесе мало движения, но много эффектных драматических моментов: убийство отца сыном, обнаружение измены жены, её признание
на суде и др.» — писал журнал «Проектор» в 1917 году.

Игра артистов в общем превосходна; хороши гг. Холодная, Рунич и Худолеев. Без излишней патетичности проводят они свои драматические сцены, но каждая деталь их игры показывает, что роли ими продуманы. Фотография отлична, зимние натурные съёмки отчётливы и очень красивы.

Рецензент «Кине-журнала» (1917, № 11—16, с. 112) написал, что «автор не очень удачно справился с так называемой сценарной техникой, вследствие чего действие развивается неплавно, некоторые приёмы однообразно повторяются».

Недостатки авторского творчества пришлось искупить исполнителям, и эта трудная задача ими выполнена отлично. Г-жа Холодная и г. Рунич дали интересные живые образы. Несколько менее убедителен г. Худолеев. Постановка хороша, за исключением немногих сцен — сцены охоты и суда. Хороша также фотография.

В журнале «Кулисы» (1917) отмечалось, что «заслуживают внимания сцены с письмами у г-жи Холодной и сцены у следователя, где очень удачен г. Худолеев». Выделяя роли в исполнении В. Холодной и И. Худолеева, рецензент писал, что «Руничу не удалась его роль — артист мало дал оттенков своих переживаний».
Фильм упоминается в связи с неоднозначными оценками актёрских способностей Веры Холодной. Режиссёр В. Касьянов, работавший в 1917 году с актрисой над фильмом «Истерзанные
души», вспоминал, что она обладала большим обаянием, но не всегда справлялась с трудными актёрскими задачами. При этом режиссёр Касьянов считал, что «„недодача“, присущая киноактрисе Вере Холодной, была гораздо предпочтительнее театрального наигрыша Рунича».
Киновед Ванда Росоловская подробно рассмотрела фильм в книге «Русская кинематография в 1917 г.» (1937).

В то время как в обычных фильмах роль злодея в классическом семейном треугольнике выполнял соблазнитель, толкающий женщину света на внебрачную связь, здесь, в фильме «Истерзанные души», роль злодея перешла к мужу, мешающему соединению двух влюблённых. Закон общества оказался на их стороне. Признание Руцкой не вызвало к ней презрения, а, наоборот, окружило её ореолом славы. Торжество любви над условностью светского мнения и цепями брака нашло своё яркое выражение в фильме.

В. Росоловская проанализировала «две части фильма — вторую и пятую, отличающихся разнообразностью обстановки и остротой действия». «Во втором фрагменте, избранном для исследования, — отмечала она, — значительно больше и режиссёрской изобретательности и собственно кинематографического искусства, да и сценарные положения более остры».

Если судить по фильму «Истерзанные души» — искусство монтажа в 1917 г., даже в обычном фильме, стояло сравнительно на высоком уровне. Сцена уже не снималась с одной точки, как в более ранний период. Сцена расчленялась на ряд монтажных фраз в соответствии с драматургическими положениями и игрой актёра; логика внутрикадрового действия и движения актёра в кадре соотносились с длиной и характером монтажной фразы.